# Березорадинское
Березора́динское — карстовое озеро на севре Хвойнинского района Новгородской области России, на границе с Бокситогорским районом Ленинградской области, находится в левобережье верхнего течения реки Смердомки.
Находится на высоте 168,8 метра над уровнем моря. Береговая линия сильно изрезана островами, полуостровами, мысами и протоками. Общая длина около 5 км, ширина в южной части доходит до 2 км. Несколько островов разбросаны по всей акватории. Площадь озера — 5,8 км², площадь водосборного бассейна — 220 км².
На северо-западе широкий пролив соединяет Березорадинское с системой озёр Подбревенник и Гусино. В Гусино впадает река Невесель. На юге вытекает протока, связывающая озеро с рекой Смердомкой, впадающей в Чагодощу. Питание, преимущественно, за счёт родников и подземных источников. Берега низкие, часто заболоченные, поросшие елово-берёзовым лесом. У юго-восточного береге — деревня Заозёрье. 
Озеро примечательно тем, что периодически, раз в 5-7 лет, вода вместе с водорослями и рыбой уходит в карстовую воронку диаметром почти 40 метров. Через полгода или год вода через ту же воронку начинает заполнять чашу озера до прежнего уровня; вместе с водой возвращается и рыба.
Код водного объекта в государственном водном реестре — 01040300111102000020345.